# Yuki-Lin
Yuki-Lin（ゆきりん）は、日本の女性声優。主にアダルトゲームに声をあてている。

## 出演
太字は主役・メインキャラクター。

### アダルトアニメ
- V.G.NEO（2004年、アンナ・フェアゴールド）
- 堕落（羅河キリコ）
- DISCIPLINE（宮岸勇気）

### 一般ゲーム
- 夢見師（2006年、夢村 登瀬）
- 夢見白書〜Second Dream〜（2008年、夢村 登瀬）

### アダルトゲーム

#### 1999年
- 悪っ外伝 〜悪夢のラッシュアワー〜（水内亜矢、杉井順子）
- 自慰 〜覗きの報酬〜（北条葵）
- 人形哀歌（白城小百合）

#### 2000年
- 青の扉 白の鍵（日下部緋沙子）
- 鬼 -おに-（堀井和音）
- 花暦（芹沢薫）
- 警備員 〜歪んだ職務日誌〜（小峰杏子）
- 自慰2 〜仔羊達の眠れない夜〜（岩崎奈穂子）
- スキノカタチ（天野霞）
- ボディハッカー（神崎志保）

#### 2001年
- VANISHING/I’S
- Sacrifice 〜制服狩り〜（永江葛葉）
- マッドサイエンス・ラヴ（ライザ）
- ももこちゃんfor Me R 〜ふたりだけの診察室〜（北爪諒子）
- 闇の声（佐原喜美江）[注 1]

#### 2002年
- 悪戯4 〜俺たちの戦闘車輌〜（北条菜々子）
- SinsAbell 〜緋昏し空の遠く〜（ソルシエール）
- 少女人形 〜愛と飼育の日々〜（田中和江）
- 神愛 〜Shin ai〜（サラ、葉月さら）
- D.U.O. 〜song for all〜（村下かほる）
- Princess Knights（ラッセ）
- マシンメイデン･ネクスト（冴子）
- 密
- メンアットワーク!3 ハンター達の青春（ミラ、ミリアム・シンクレア）
- ももこちゃんfor Me R 外伝 〜指輪にこめた想い〜（北爪諒子）
- 闇の声II（京極マキ、大原かなえ）
- 凌辱せぇるすまん 〜悪徳商法虎の巻〜（二本木香澄）

#### 2003年
- V.G.NEO（アンナ フェアゴールド）
- 警備員2（君島奈々子）
- STRAY SHEEP 恥辱の懺悔室（橘静江）
- 地っ球の平和をま〜もるためっ!!Vol.1 - 4（谷村史歩）
- ビッグマグナム・張本先生（竜ヶ崎玲華、右近知美）
- 蟲使い（高科瑛莉子）
- 闇の声 特別編（佐原喜美江）
- 闇の声III 〜五芒三欲魔方陣〜（竹田姫子、京極マキ）
- Libido7 DVD（藤村綾乃）

#### 2004年
- OL狩り 〜濡れたオフィス〜（原椎子、黒木香奈）
- かくれエッチ（名那瀬優子）
- 仮想=現実 〜ハーレム・シミュレーター〜（望月水恵）
- MinDeaD BlooD 〜支配者の為の狂死曲〜（一ノ瀬まりか、斎藤那津美）
- MinDeaD BlooD 〜麻由と麻奈の輸血箱〜（一ノ瀬まりか、斎藤那津美）
- メンアットワーク!3 〜愛と青春のハンター学園〜（ミリアム・シンクレア、ミラ）
- 凌辱荘（藤森彩香）
- 猥免教官 -仲達泰蔵-（安芸有希、坂木美晴）

#### 2005年
- 悪戯0 -ZERO-（恩楊欄）
- 肉体金融道（高峰麗子、有栖川めいな）
- パルフェ 〜ショコラ second brew〜（杉澤恵麻）
  - パルフェ 〜chocolat second brew Re-order〜（杉澤恵麻）
- 夢見坂R（桂木冬美）

#### 2006年
- Satisfaction 〜禁断の錬香〜（白神朋佳）
- TACTICSBRID（光明寺薫子）
- 初恋撫子（倭菖蒲）
- フォセット - Cafe au Le Ciel Bleu -（杉澤恵麻）
- BALDR BULLET "REVELLION"（レナ・ブッティリスカヤ）
- MinDeaD BlooD 〜支配者の為の狂死曲〜 DVD Special Edition（一ノ瀬まりか、斎藤那津美）
- メンアットワーク!4 ハンター達よ永遠に―（ミラ＝イーデン）

#### 2007年
- XrossScramble -TEAM BALDRHEAD Perfect Collection-（レナ・ブッティリスカヤ、杉澤恵麻）
- シャッターチャンス・ラブ（校長）
- 辱島 -ジョクジマ-（島本香織）
- 親友のお母さん 〜未亡人・いけない情事〜（上北ユイ）
- パルフェ Standard Edition（杉澤恵麻）
- 凌辱ゲリラ狩り3（クリスティーン・アトキンソン）
- 夢見師（夢村登瀬）

#### 2008年
- 機動娼艦ヴィクトワール（クリスティーン・アトキンソン）
- 催眠凌辱学園（上原和江）
- さかあがりハリケーン 〜LET'S PILE UP OUR SCHOOL!〜（守永知美）
- 聖奴隷女教師（高井梓）
- ボクだけのナース 〜白衣のご奉仕2〜（柿崎志乃芽）
- 夢見白書（夢村登瀬）

#### 2009年
- 淫妖蟲 悦 〜怪楽変化退魔録〜（白鳥初音）

#### 2010年
- VenusBlood -EMPIRE-（モリガン）
- MinDeaD BlooD Complete Edition（一ノ瀬まりか、斉藤那津美）

#### 2011年
- 仮想＝現実HD（望月水恵）

#### 2018年
- 真・恋姫†夢想-革命- 孫呉の血脈（孫堅[2]）

#### 2019年
- 真・恋姫†夢想-革命- 劉旗の大望（孫堅[3]）

#### 2021年
- パルフェリメイク（杉澤 恵麻）

#### 2022年
- 真・恋姫†英雄譚4 〜乙女耀乱☆三国志演義［呉］〜（孫堅[4]）

#### 2023年
- 真・恋姫†英雄譚 4 ～乙女耀乱☆三国志演義［呉］～（孫堅）
- 真・恋姫†英雄譚外伝 -白月の灯火-（孫堅）

### ラジオCD
- ラジオCD『ほめられてのびるらじおZ』Vol.31（第580回ゲスト、2018年12月28日）